# Bergheim (Spangenberg)
Bergheim ist ein Stadtteil von Spangenberg im nordhessischen Schwalm-Eder-Kreis.

## Geographie
Bergheim liegt am Schmachtenhagen, der einem Bergrücken ähnlich ist. Wenn man von Melsungen aus auf der B 487 in Richtung Spangenberg fährt und die ersten Häuser von Spangenberg zu sehen sind, kann man erkennen, dass Spangenberg und Bergheim nur noch von einem ca. 500 m großen landwirtschaftlich genutzten Streifen getrennt sind.

## Geschichte
Die älteste bekannte Erwähnung von Bergheim erfolgte im Jahre 1061 unter dem Namen „Bergheim“ in einer Urkunde der Reichsabtei Fulda.
Zum 1. Februar 1971 wurde die bis dahin selbständige Gemeinde Bergheim im Zuge der Gebietsreform in Hessen auf freiwilliger Basis in die der Stadt Spangenberg eingemeindet. Bergheim hatte zu diesem Zeitpunkt 329 Einwohner. Für Bergheim wurde ein Ortsbezirk mit Ortsbeirat und Ortsvorsteher nach der Hessischen Gemeindeordnung gebildet.

## Bevölkerung
Einwohnerstruktur 2011
Nach den Erhebungen des Zensus 2011 lebten am Stichtag dem 9. Mai 2011 in Bergheim 432 Einwohner. Darunter waren 21 (4,9 %) Ausländer.
Nach dem Lebensalter waren 69 Einwohner unter 18 Jahren, 198 zwischen 18 und 49, 78 zwischen 50 und 64 und 87 Einwohner waren älter.
Die Einwohner lebten in 174 Haushalten. Davon waren 33 Singlehaushalte, 51 Paare ohne Kinder und 72 Paare mit Kindern, sowie 18 Alleinerziehende und keine Wohngemeinschaften. In 39 Haushalten lebten ausschließlich Senioren und in 114 Haushaltungen lebten keine Senioren.
Einwohnerentwicklung
- 1585: 22 Haushaltungen[2]
- 1747: 32 Haushaltungen[2]

| Bergheim: Einwohnerzahlen von 1834 bis 2019 | Bergheim: Einwohnerzahlen von 1834 bis 2019 | Bergheim: Einwohnerzahlen von 1834 bis 2019 | Bergheim: Einwohnerzahlen von 1834 bis 2019 | Bergheim: Einwohnerzahlen von 1834 bis 2019 |
| --- | ------------------------------------------- | ------------------------------------------- | ------------------------------------------- | ------------------------------------------- |
| Jahr |                                             |                                             |                                             | Einwohner                                   |
| 1834 | 1834                                        |                                             | 358                                         | 358                                         |
| 1840 | 1840                                        |                                             | 370                                         | 370                                         |
| 1846 | 1846                                        |                                             | 365                                         | 365                                         |
| 1852 | 1852                                        |                                             | 345                                         | 345                                         |
| 1858 | 1858                                        |                                             | 332                                         | 332                                         |
| 1864 | 1864                                        |                                             | 318                                         | 318                                         |
| 1871 | 1871                                        |                                             | 239                                         | 239                                         |
| 1875 | 1875                                        |                                             | 277                                         | 277                                         |
| 1885 | 1885                                        |                                             | 267                                         | 267                                         |
| 1895 | 1895                                        |                                             | 242                                         | 242                                         |
| 1905 | 1905                                        |                                             | 258                                         | 258                                         |
| 1910 | 1910                                        |                                             | 256                                         | 256                                         |
| 1925 | 1925                                        |                                             | 264                                         | 264                                         |
| 1939 | 1939                                        |                                             | 274                                         | 274                                         |
| 1946 | 1946                                        |                                             | 456                                         | 456                                         |
| 1950 | 1950                                        |                                             | 424                                         | 424                                         |
| 1956 | 1956                                        |                                             | 329                                         | 329                                         |
| 1961 | 1961                                        |                                             | 326                                         | 326                                         |
| 1967 | 1967                                        |                                             | 365                                         | 365                                         |
| 1971 | 1971                                        |                                             | 329                                         | 329                                         |
| 1980 | 1980                                        |                                             | ?                                           | ?                                           |
| 1990 | 1990                                        |                                             | ?                                           | ?                                           |
| 2000 | 2000                                        |                                             | ?                                           | ?                                           |
| 2011 | 2011                                        |                                             | 432                                         | 432                                         |
| 2019 | 2019                                        |                                             | 414                                         | 414                                         |
| Datenquelle: Historisches Gemeindeverzeichnis für Hessen: Die Bevölkerung der Gemeinden 1834 bis 1967. Wiesbaden: Hessisches Statistisches Landesamt, 1968. Weitere Quellen: LAGIS; Stadt Spangenberg:; Zensus 2011 |                                             |                                             |                                             |                                             |

Historische Religionszugehörigkeit
| • 1885: | 267 evangelische (= 100 %) Einwohner                              |
| • 1961: | 300 evangelische (= 92,02 %), 15 katholische (= 4,60 %) Einwohner |

## Politik
Der Ortsbeirat besteht aus 5 Personen, alle gehören der Gemeinschaftsliste Bergheim an. Bei der Kommunalwahl 2021 lag die Wahlbeteiligung bei 63,93 %. Die Bergheimer Ortsvorsteherin ist Bettina Heiwig.

## Kultur und Sehenswürdigkeiten

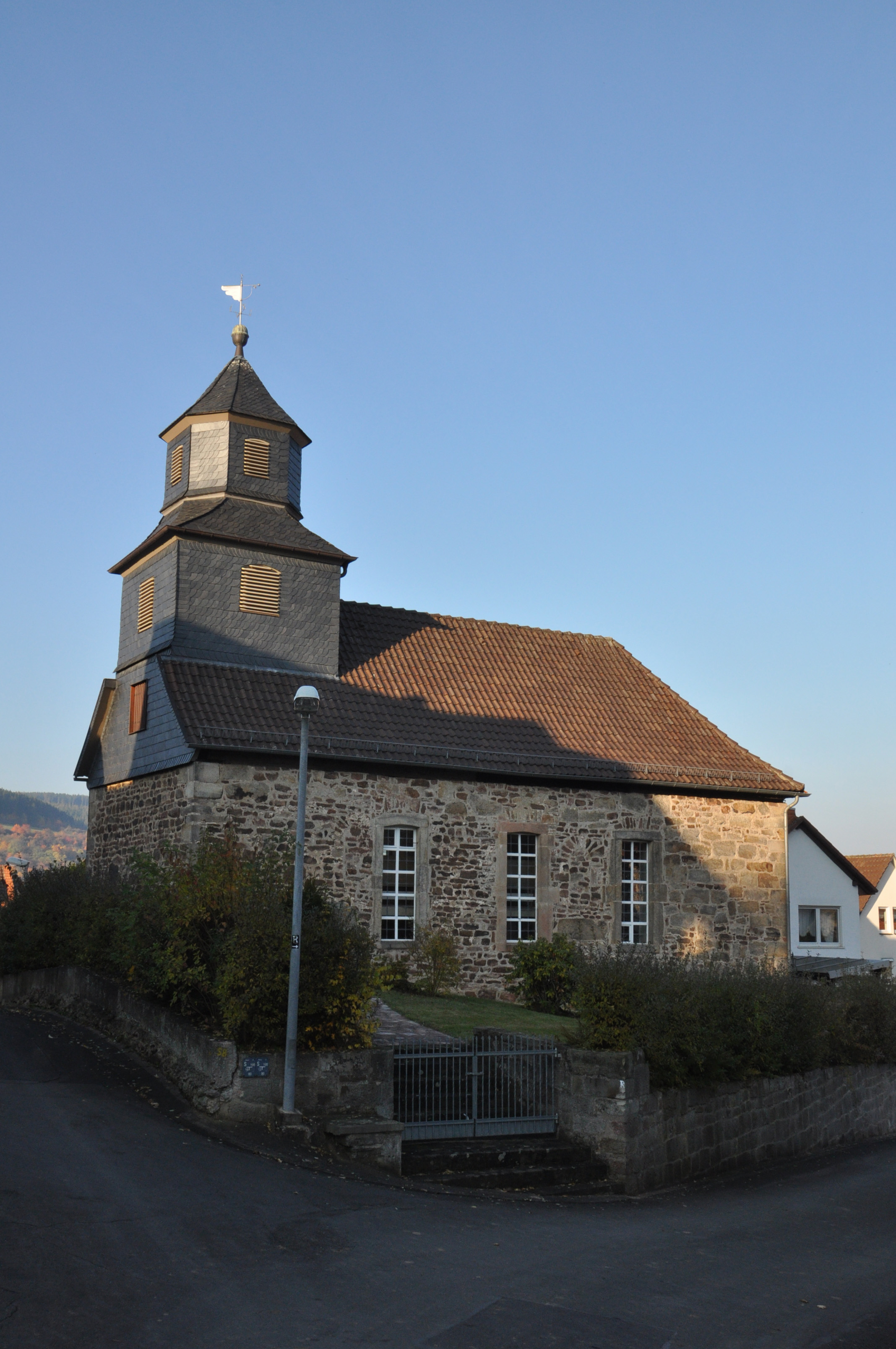
Ev. Kirche in Spangenberg-Bergheim

In Bergheim herrscht ein reges Vereinsleben. Dort gibt es die Freiwillige Feuerwehr Bergheim, den Gemischten Chor und den Wanderverein „Schwalbe“. Die Bergheimer werden „Eselstreiber“ genannt, weil sie früher dafür zuständig waren, beim Tod eines Brunnenesels auf Schloss Spangenberg einen Neuen bereitzustellen.